# Torre de Solicrup
La Torre de Solicrup és una edificació catalogada com a monument del municipi de Vilanova i la Geltrú (Garraf), declarada bé cultural d'interès nacional.
La finca de Solicrup està situada dalt d'un turó, a l'antic camí de Solicrup, a llevant de Vilanova i la Geltrú i prop del barri de les Roquetes del Garraf .

## Arquitectura
Es tracta d'un conjunt format per una masia i una torre de defensa. La masia és de planta rectangular i consta de planta baixa i un pis amb coberta a dues vessants i eix paral·lel a la línia de façana. Les obertures de la façana principal són allindanades, excepte la de la porta d'accés que és d'arc rebaixat. El primer pis està ocupat per balcons amb barana de ferro. L'edifici està coronat per una cornisa sostinguda per cartel·les i per una barana de ceràmica. La façana posterior té una galeria.
La torre situada a l'esquerra de la masia és de base quadrada i té tres plantes. Les seves obertures són allindanades i es corona amb merlets esglaonats i matacans.

## Història
La finca de Solicrup és una de les més antigues de Vilanova i la Geltrú. Els primers documents daten de l'any 1281, època que va ser incorporada a la batllia de Barcelona i depenia de la parròquia de la Geltrú.
Al fogatge de l'any 1359, quan era propietat de Bernat Marquet, se li ressenyen "cinc fochs" (o famílies). L'any 1644 la finca va ser comprada per l'Orde de la Mare de Déu de la Mercè; els mercedaris la van restaurar i fortificar, van construir un oratori que encara existeix i, probablement, també van construir la torre.
L'any 1835, Joan Samà i Martí va comprar Solicrup en subhasta pública i entre els anys 1843 i 1892 la va convertir en una gran explotació vinícola. El 1892 va canviar de propietari i l'any 1899 es van practicar obres de restauració i reforma.
Després de la Guerra Civil Espanyola va passar a mans de Josep Bertran i Musitu i els seus descendents són els actuals propietaris.